# Mycetophila thioptera
Mycetophila thioptera är en tvåvingeart som beskrevs av Shaw 1940. Mycetophila thioptera ingår i släktet Mycetophila och familjen svampmyggor. Inga underarter finns listade i Catalogue of Life.